# Les Joueurs d'échecs (Eakins)
Pour les articles homonymes, voir Les Joueurs d'échecs.
Les Joueurs d'échecs, est un tableau peint par Thomas Eakins en 1876. Il est conservé au Metropolitan Museum of Art à New York.
Le tableau présente une situation complexe, saisie par l'art du fils. Deux amis du père du peintre sont absorbés dans une partie d'échecs et ils sont observés, très attentivement, par le père du peintre lui-même, Benjamin.